# یواشات
یواشات (به انگلیسی: Uashat) یک منطقهٔ مسکونی در کانادا است که در استان کبک واقع شده‌است.

## خصوصیات
یواشات ۱٫۲۰ کیلومترمربع مساحت و ۱٬۴۸۵ نفر جمعیت دارد.